# (30305) Severi
(30305) Severi ist ein Asteroid des äußeren Hauptgürtels, der von dem italoamerikanischen Astronomen Paul G. Comba am 1. Mai 2000 am Prescott-Observatorium in Prescott, Arizona (IAU-Code 684) entdeckt wurde.
Der Asteroid ist Mitglied der Koronis-Familie, einer Gruppe von Asteroiden, die nach (158) Koronis benannt ist. Die zeitlosen (nichtoskulierenden) Bahnelemente von (30305) Severi sind fast identisch mit denjenigen des kleineren, wenn man von der Absoluten Helligkeit von 17,2 gegenüber 14,0 ausgeht, Asteroiden (324027) 2005 UF414.
(30305) Severi wurde nach Francesco Severi (1879–1961) benannt. Severi war ein italienischer Mathematiker, der hauptsächlich im Bereich der algebraischen Geometrie arbeitete. Die Benennung des Asteroiden erfolgte am 27. April 2002.